# Rudo Neshamba
Rudo Neshamba (25 de outubro de 1991) é uma futebolista zimbabuense que atua como meia. 

## Carreira
Rudo Neshamba é uma importante jogadora para o cenário do Zimbabue, ela foi a responsável direta para a classificação olímpica, nas eliminatórias africanas para o Rio 2016, marcando gols decisivos contra o forte selecionado de Camarões.

### Rio 2016
Neshamba precisou se recuperar a tempo dos Jogos, se recuperando de uma lesão crônica no joelho em Março de 2016. Neste caso ela teve ajuda de um benfeitor zimbabuano morador de Londres, para a sua plena recuperação. já que nem ela e a federação poderiam bancar os custos. 
Ela então em agosto de 2016, fez parte do elenco da Seleção Zimbabuana de Futebol Feminino, nas Olimpíadas de 2016, porém não marcou em nenhum dos três jogos. 